# Marore
Marore è una frazione del comune di Parma, appartenente al quartiere Lubiana.
La località è situata 3,96 km a sud-est del centro della città.

## Origini del nome
La località, nota nel 1094 come Marori, derivato da Mariori, deve il suo nome al prediale Fundus Mariorum o Mariliorum, al pari delle non lontane frazioni di Mariano e Marano.

## Storia
Le più antiche tracce della presenza umana nella zona di Marore risalgono all'età del bronzo.
Il territorio risultava sicuramente abitato già in epoca romana; al I secolo risalgono i più antichi reperti rinvenuti all'interno dei muri di fondazione di una fattoria di circa 300 m², individuata nel 1994 nei pressi della località; non lontano si trovano i resti di altre ville e di un deposito di anfore risalenti all'età imperiale.
In seguito sorsero i primi insediamenti strutturati dotati di necropoli, rinvenuti durante una campagna di scavi condotta nel 1997 su un'area di circa 2800 m², che evidenziò tre diverse fasi storiche principali. Alla prima risalgono le tracce di quattro distinti edifici in parte infossati, di piccole dimensioni, distribuiti disordinatamente nel sito, oltre alla più antica area cimiteriale, composta da alcune tombe disposte su tre righe parallele.
Tra il VII e l'VIII secolo sorse un insediamento stanziale, dotato anch'esso di necropoli e chiuso da palizzata; sviluppato sull'assetto delle curtes fortificate longobarde, il villaggio consentiva il controllo della strada di collegamento tra Parma e Lucca.
Con l'arrivo dei Franchi l'insediamento perse la propria valenza strettamente difensiva e si svilupparono i primi edifici abitativi e produttivi, tra cui un'officina e una fabbriceria.
Nel 962 l'imperatore del Sacro Romano Impero Ottone I di Sassonia assegnò in giurisdizione al vescovo di Parma il territorio circostante la città per 3 miglia, comprendendo anche la zona di Marore, che da allora rimase soggetta a Parma.
Il borgo di Mariori fu menzionato per la prima volta nel 1008, in un atto notarile di permuta di una proprietà. Fu nuovamente citato con tale appellativo in due testamenti del 1092 e del 1094, ma nello stesso anno fu nominato come Marori in un altro lascito; nel 1099 fu infine menzionato come Maruri in una cessione in precaria di alcuni terreni.
Tra il IX e il X secolo il villaggio visse un netto incremento demografico; sorse forse allora, a est dell'abitato, la prima cappella di San Prospero di Marorio, menzionata per la prima volta nel 1230 tra le dipendenze della pieve di San Pietro di Porporano.
Il villaggio difensivo-abitativo alto-medievale fu probabilmente abbandonato tra il XIV e il XV secolo; sopravvisse solo qualche edificio con funzioni agricole, all'interno della vasta campagna.
A partire dal XVI secolo la zona, grazie alla sua vicinanza con la città, fu scelta da varie famiglie nobili per la costruzione di eleganti residenze estive; la prima villa fu edificata lungo strada Santa Margherita dai conti Liberati intorno alla metà del secolo, cui si aggiunsero poco alla volta la villa Bergonzi, la villa Dall'Asta, la villa del Borgasso, la villa Vosi, le tre ville Gigli-Cervi, la villa Petitot, la villa del Serraglio, la villa Rondani e la villa Pizzetti.
Nel 1806, per effetto del decreto Nardon, Marore fu elevata a mairie. Il comune di Marore sopravvisse fino al 1870, quando fu fuso con quello di San Donato d'Enza per formare il nuovo comune di San Lazzaro Parmense, a sua volta cessato nel 1943 e assorbito da quello di Parma.

## Monumenti e luoghi d'interesse

### Chiesa di San Prospero

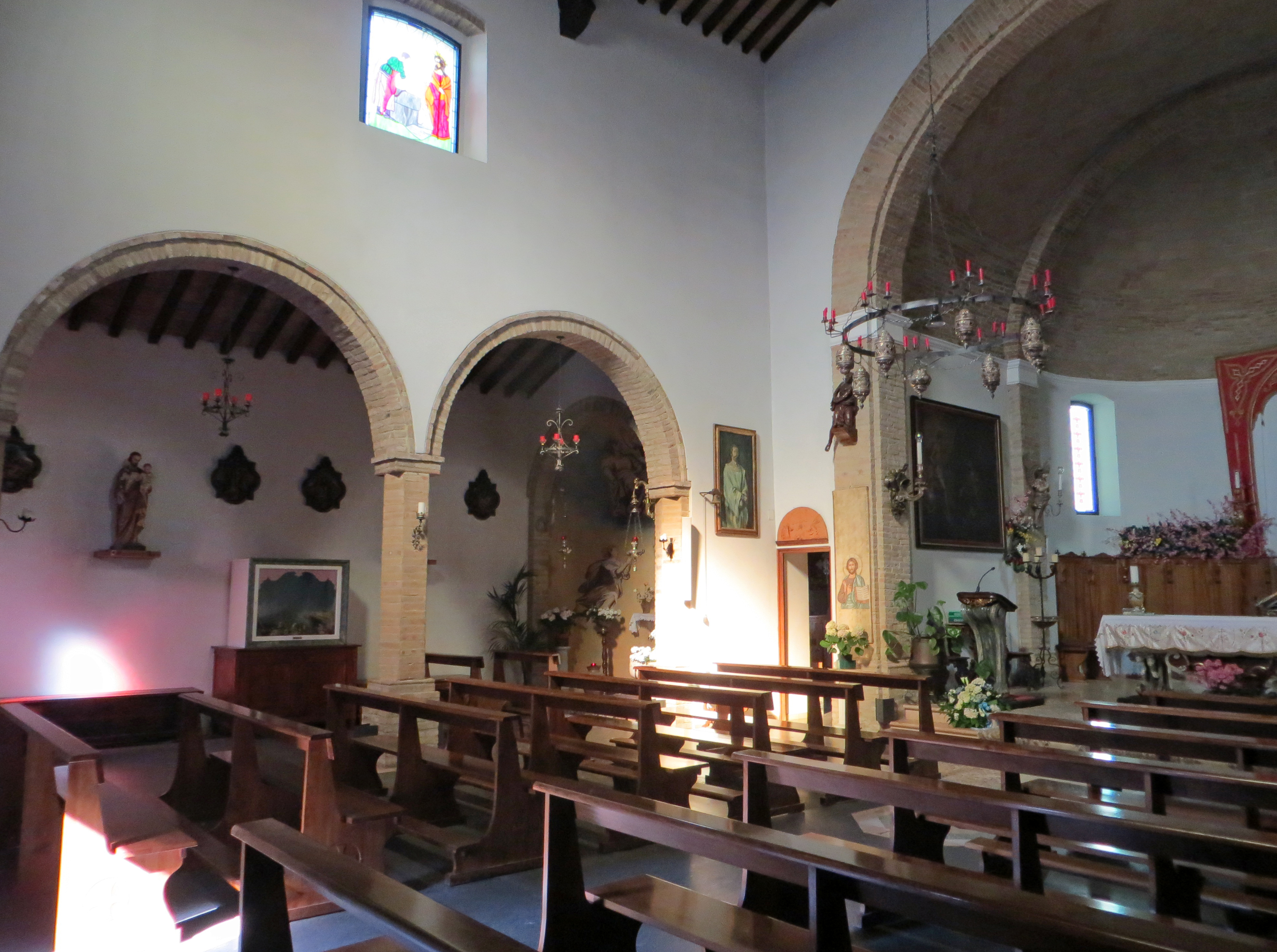
Interno della chiesa di San Prospero

Menzionata per la prima volta nel 1230 quale cappella dipendente dalla pieve di Porporano, la chiesa romanica fu ricostruita verso la fine del XIII secolo e modificata profondamente nel 1927; danneggiata da un terremoto nel 1937, fu completamente ristrutturata tra il 1938 e il 1941; nuovamente rovinata dal sisma del 1983, fu interamente restaurata nel 1990. L'interno, suddiviso in tre navate, conserva alcune opere di pregio, tra cui l'altare maggiore settecentesco in legno intagliato.

### Cimitero
Costruito in prossimità della chiesa di San Prospero in seguito all'emanazione nel 1804 dell'editto di Saint Cloud, il primo cimitero di Marore fu abbandonato e riedificato nel 1864 un po' più a est; notevolmente ampliato tra il 1874 e il 1876 su progetto dell'ingegner Abelardo Moruzzi per accogliere le salme dell'intero territorio comunale di San Lazzaro Parmense, oltre a quelle delle località di Pedrignano, Chiozzola e Casaltone poste in comuni limitrofi, fu subito dotato di una cappella, intitolata nel 1925 alla santissima Vergine Addolorata, e nuovamente ingrandito nel 1962 e nel 1965. Il camposanto accoglie varie cappelle di pregio, innalzate da famiglie nobiliari; vi è inoltre conservata la tomba di Lina Maghenzani, madre di Giovannino Guareschi, arricchita da una statua in bronzo raffigurante l'Ultimo della classe, realizzata da Luigi Froni nel 1953.

### Villa Petitot

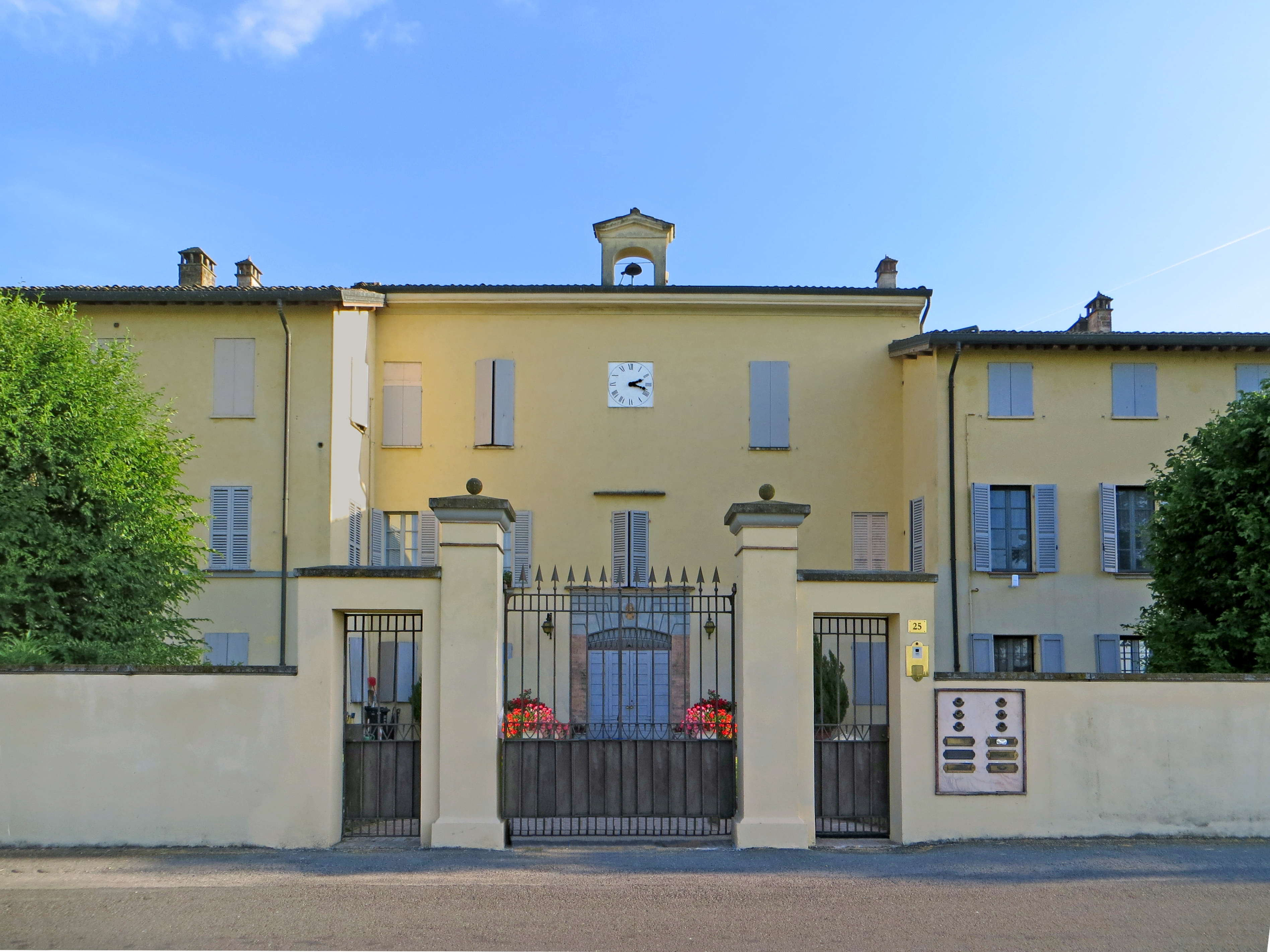
Villa Petitot

Acquistata e ampliata nella seconda metà del XVIII secolo dall'architetto di corte Ennemond Alexandre Petitot, che la scelse come propria residenza, la villa passò nel 1801 al nipote Ennemondo Alessandro Petitot de Mont-Louis e nel 1825 al pronipote Telesforo; acquisita nella seconda metà del secolo dall'amministratore Gaetano Boni, fu trasmessa in seguito dapprima alla moglie, poi alla figlia Leonilde, coniugata Marcello, e infine alla nipote Giovanna; pervenuta successivamente alla famiglia Anceschi, fu completamente ristrutturata e frazionata in varie unità. L'edificio, sviluppato su un corpo centrale affiancato da due ali asimmetriche, conserva al suo interno, in un ambiente rettangolare della soffitta, un raro teatrino privato neoclassico progettato dal Petitot, decorato con affreschi e integralmente arredato con i mobili originari; sul retro si sviluppa un giardino alla francese, anch'esso disegnato dall'architetto.

### Villa Il Borgasso
Costruita intorno alla metà del XVII secolo per volere dei conti Dall'Asta, due secoli dopo la villa fu alienata dalla contessa Teresa ad Angelo Mauri; acquistata verso il 1878 dalla famiglia dell'agronomo Stanislao Solari, che per anni sperimentò nella tenuta annessa innovative tecniche agrarie, dopo la morte dell'ultimo erede nel 1946 fu venduta a Giacomo Casaretto. L'edificio, noto anche come "Il Convento" e sviluppato su una pianta a C, si eleva su due livelli fuori terra; la simmetrica facciata del corpo centrale si apre sulla corte anteriore attraverso un porticato di sette arcate a tutto sesto, sormontato da un uguale loggiato al livello superiore, mentre sui fianchi aggettano le ali laterali; sul retro, un analogo porticato si allunga sull'intero prospetto posteriore, mentre al piano superiore si trova una serie di finestre; all'interno si accede nel mezzo al salone a doppia altezza, adibito originariamente a teatrino; l'ambiente tardo settecentesco, affiancato su due lati da due porticati a tre arcate e sovrastanti loggiati, è decorato con affreschi raffiguranti varie maschere regionali italiane; al primo piano, si allunga sul retro un corridoio, ornato con decorazioni barocche e affreschi di mediocre fattura, che dà accesso a numerosi ambienti voltati e alla cappella, anch'essa dipinta.

### Villa Vicenzi
Costruita tra la fine del XVII e gli inizi del XVIII secolo dai conti Vosi, la villa fu acquistata alla fine del secolo dalla famiglia Vicenzi, che la ristrutturò. L'edificio, sviluppato su una pianta rettangolare, si eleva su due livelli principali fuori terra, oltre al sottotetto; l'asimmetrica facciata, con basamento a scarpa, presenta decentrato l'ampio portale d'ingresso ad arco a tutto sesto, sopra al quale si apre al primo piano una portafinestra chiusa da una ringhiera in ferro battuto, ornata con lo stemma della casata; il prospetto posteriore presenta analoghe caratteristiche; all'interno si accede all'alto androne passante, su cui si affacciano le sale laterali coperte da volte arricchite nel mezzo da stucchi e dipinti; a breve distanza si erge l'oratorio barocco, eretto nel 1747 dai conti Vosi.